# Cansjera parvifolia
Cansjera parvifolia là một loài thực vật có hoa trong họ Opiliaceae. Loài này được Kurz mô tả khoa học đầu tiên năm 1872.